# Ewangeliarz Ebona

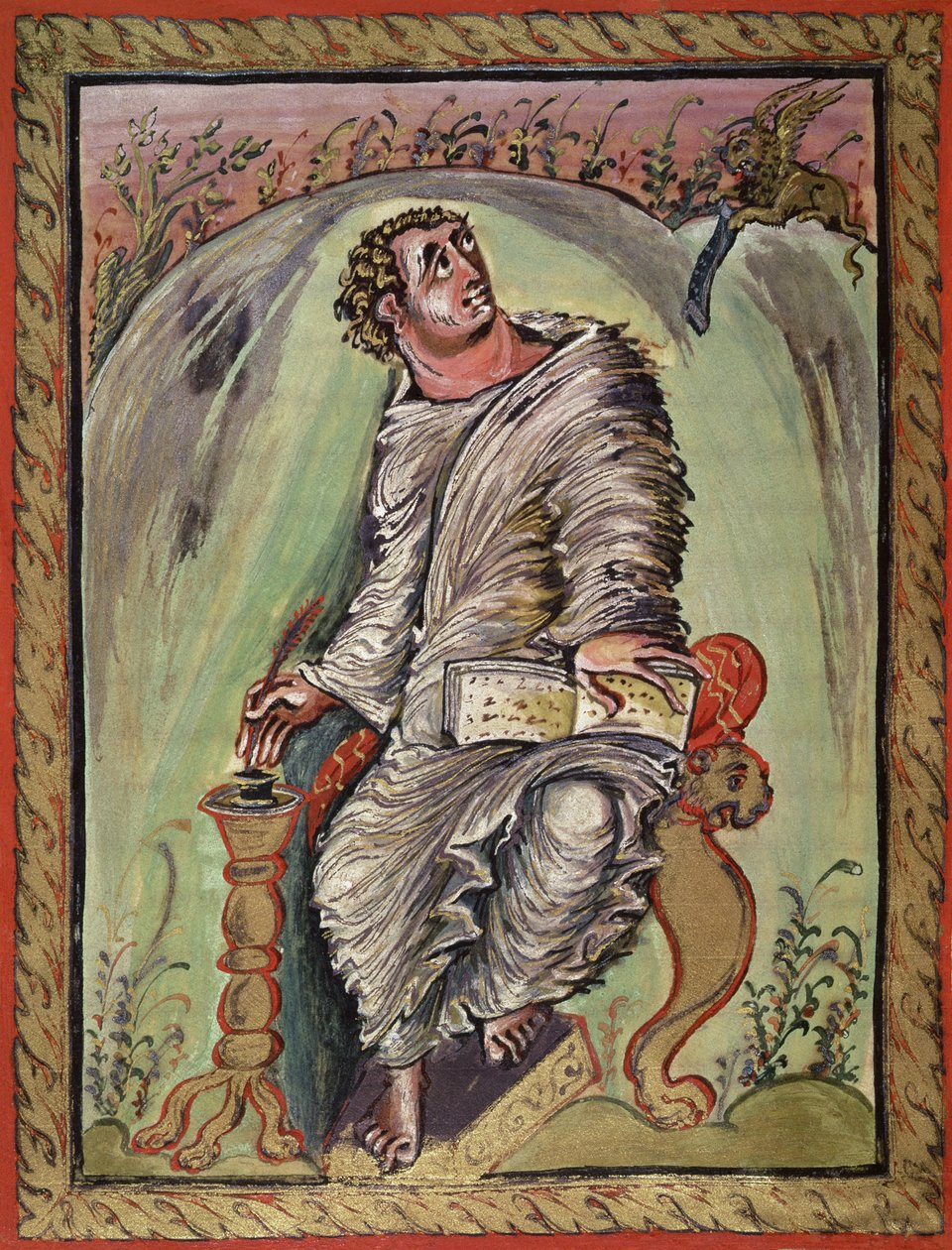
Wizerunek św. Marka z Ewangeliarza Ebona

Ewangeliarz Ebona – iluminowany manuskrypt karoliński z początku IX wieku, zawierający łaciński tekst czterech Ewangelii. Znajduje się w zbiorach biblioteki miejskiej w Épernay.
Powstanie manuskryptu jest wiązane z działalnością tzw. szkoły z Reims. Był darem Piotra, opata benedyktyńskiego klasztoru Hautvillers, dla biskupa Reims Ebona, o czym zaświadcza umieszczony na początku rękopisu wiersz pochwalny na cześć tego ostatniego. Usunięty z urzędu w 835 roku Ebon najprawdopodobniej jednak nigdy tego kodeksu nie otrzymał. Rękopis był własnością klasztoru aż do czasów rewolucji francuskiej. Ewangeliarz pisany jest minuskułą karolińską, atramentem w kolorze złotym. Tekst Ewangelii poprzedzają tablice z kanonami Euzebiusza, ujęte w kolumny w stylu korynckim i zwieńczone klasycznym greckim tympanonem, na którym umieszczono sceny alegoryczne z postaciami ludzi i zwierząt.
Ewangeliarz Ebona jest jednym z najsłynniejszych średniowiecznych manuskryptów za sprawą umieszczonych w nim unikalnych, całostronicowych przedstawień czterech Ewangelistów, świadczących jednocześnie o oryginalności sztuki iluminatorskiej szkoły w Reims. Wizerunki te wyłamują się z kanonów średniowiecznej sztuki, nawiązując do tradycji malarstwa późnoantycznego. Postaci są pełne ekspresji, malowane szarpaną kreską i umieszczone na tle o żywych kolorach. Ewangeliści mają wydłużone palce, opuszczone ramiona i uniesione brwi, co nadaje ich wizerunkom cechy indywidualne.